# Johnathan Hoggard
 (septembre 2021).
Si vous disposez d'ouvrages ou d'articles de référence ou si vous connaissez des sites web de qualité traitant du thème abordé ici, merci de compléter l'article en donnant les références utiles à sa vérifiabilité et en les liant à la section « Notes et références ».
Johnathan Hoggard, né le 15 novembre 2000 à Spalding, est un pilote automobile britannique.

## Biographie

### Formule 4 britannique
Après une campagne réussie en karting, Hoggard passe à la monoplace et rejoint Fortec Motorsport pour disputer le Championnat de Grande-Bretagne de Formule 4. Il inscrit ses premiers points lors de la troisième course, puis plus tard lors de la troisième course de la manche de Silverstone, où il termine troisième en obtenant son premier podium en monoplaces. La saison suivante, Hoggard s'illustre en remportant huit victoires et en obtenant deux autres podiums, ce qui lui permet de terminer la saison avec 339 points et une troisième place au championnat.

### Formule 3 britannique
Pour 2019, Il est promu en Formule 3 britannique, restant avec Fortec Motorsport. Lors de la deuxième course de l'ultime manche, il s'accroche avec son rival Clément Novalak, ce qui le fait terminer 15e avec un seul point, quand son rival termine 12e avec 4 points. Il se rattrape en gagnant l'ultime course et termine vice-champion avec 482 points et sept victoires, alors que Novalak remporte le championnat.

### Formula Renault Eurocup
En 2020, il participe à la deuxième manche du championnat de Formula Renault Eurocup disputée sur le Ciruit d'Imola avec l'écurie R-ace GP, où il épaule notamment Caio Collet. Il abandonne lors de la première course et termine 18e de la deuxième course.

### Formule 3 FIA
Le 10 juin 2021, l'écurie Jenzer Motorsport annonce que Johnathan Hoggard fera ses débuts en Formule 3 FIA à partir de la deuxième manche du championnat. Il remplacera au pied levé Pierre-Louis Chovet.

## Résultats en compétition automobile
| Saison | Championnat                                 | Écurie            | Courses | Victoires | Pole positions | Meilleurs tours | Podiums | Points | Classement |
| ------ | ------------------------------------------- | ----------------- | ------- | --------- | -------------- | --------------- | ------- | ------ | ---------- |
| 2017   | Championnat de Grande-Bretagne de Formule 4 | Fortec Motorsport | 12      | 0         | 0              | 0               | 1       | 20     | 18e        |
| 2018   | Championnat de Grande-Bretagne de Formule 4 | Fortec Motorsport | 30      | 8         | 6              | 2               | 10      | 339    | 3e         |
| 2019   | Championnat de Grande-Bretagne de Formule 3 | Fortec Motorsport | 24      | 7         | 7              | 9               | 12      | 482    | 2e         |
| 2020   | Formula Renault Eurocup                     | R-ace GP          | 2       | 0         | 0              | 0               | 0       | 0      | 22e        |
| 2021   | Formule 3                                   | Jenzer Motorsport | 17      | 0         | 0              | 0               | 0       | 14     | 20e        |